# Universität Marne-La-Vallée
Die Universität Marne-La-Vallée (frz. Université de Marne-La-Vallée, Abk. UMLV) war eine Universität der Ville nouvelle Marne-la-Vallée. Sie liegt in Champs-sur-Marne 18 Kilometer östlich von Paris. Sie ging im Jahr 1989 zunächst als eine Außenstelle der Universität Paris VII in den Studienbetrieb und wurde 1991 eigenständig. 
Im Jahr 2020 fusionierte sie mit dem Institut français des sciences et technologies des transports, de l’aménagement et des réseaux (IFSTTAR) zur Universität Gustave Eiffel.
Im Jahr 2015 waren rund 11.000 Studenten eingeschrieben. Auf ihrem Campus, der Cité Descartes, waren insgesamt 12 Fakultäten und 15 Forschungseinrichtungen angesiedelt, darunter auch die École Nationale des Ponts et Chaussées.